# Keith Patrick O’Brien

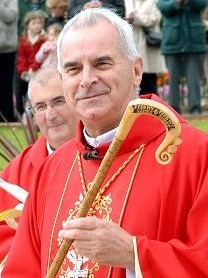
Keith Patrick O’Brien

Wappen von Keith Patrick Kardinal O’Brien

Keith Michael Patrick Kardinal O’Brien (* 17. März 1938 in Ballycastle, County Antrim, Nordirland; † 19. März 2018 in Newcastle-upon-Tyne) war ein Kardinal der römisch-katholischen Kirche. Er war von 1985 bis 2013 Erzbischof von Saint Andrews und Edinburgh. 2013 trat er im Zusammenhang mit Vorwürfen des sexuellen Fehlverhaltens zurück.

## Leben
Keith Patrick Michael O’Brien studierte nach seiner Schulzeit Chemie, Mathematik, Philosophie und katholische Theologie. Im April 1965 empfing er das Sakrament der Priesterweihe und wirkte anschließend als Gemeindeseelsorger, Schulpfarrer und Mathematiklehrer. Von 1978 bis 1980 war er Spiritual am St Andrew’s College Drygrange (Roxburghshire) und anschließend Rektor des Saint Mary’s College in Blairs bei Aberdeen, bis er 1985 zum Erzbischof von St Andrews und Edinburgh ernannt wurde. Die Bischofsweihe spendete ihm am 5. August 1985 Gordon Kardinal Gray; Konsekratoren waren Bruno Bernhard Heim und Thomas Joseph Winning. Ab 2001 leitete O’Brien die Schottische Bischofskonferenz. Papst Johannes Paul II. ernannte ihn im Jahr 2003 zum Kardinal mit der Titelkirche Santi Gioacchino ed Anna al Tuscolano, die vor ihm der Wiener Kardinal Hans Hermann Groër innehatte.
Er war von 2001 bis 2013 Großprior der Statthalterei Schottland des Ritterordens vom Heiligen Grab zu Jerusalem, seit 2003 dessen Großkreuz-Ritter.
Im November 2012 bot O’Brien gemäß 401, § 1  CIC dem Papst seinen Amtsverzicht als Diözesanbischof zum Ablauf seines 75. Lebensjahres am 17. März 2013 an. Papst Benedikt XVI. nahm dieses Angebot an. Nachdem die Presse am 23. Februar über Vorwürfe „unangemessenen Verhaltens“ berichtet hatte, wurde am 25. Februar 2013 mitgeteilt, der Papst habe das Rücktrittsgesuch nunmehr am 18. Februar bereits zum 25. Februar angenommen. In diesem Zusammenhang verzichtete O’Brien auch auf die Teilnahme am Konklave 2013. Dort wäre er der einzige Kardinal aus Großbritannien gewesen.
Am 15. Mai 2013 gab der Vatikan bekannt, O’Brien werde aus denselben Gründen, aus denen er nicht am Konklave teilgenommen habe, Schottland nach Absprache mit dem neuen Papst Franziskus für einige Monate zum Gebet, zur geistlichen Erneuerung und zur Buße verlassen.
Am 20. März 2015 nahm Papst Franziskus das von Keith Patrick O’Brien vorgebrachte Gesuch um Verzicht auf die Privilegien und Rechte eines Kardinals an.
Kardinal O’Brien verstarb am 19. März 2018 an den Folgen der im Vormonat bei einem Sturz erlittenen Kopfverletzungen.

## Wirken
Zum 40. Jahrestag der Verabschiedung des schottischen Abtreibungsgesetzes am 31. Mai 2007 äußerte O’Brien, es müsse wieder eine Gesellschaft aufgebaut werden, die neues Leben freudig aufnehme. Er rief die katholischen Politiker auf, nicht mehr an dem „entsetzlichen Verbrechen der Abtreibung“ mitzuarbeiten. Vor 40 Jahren sei damit argumentiert worden, dass durch illegale Abtreibungen Frauen zu Tode kämen und man diese deshalb entkriminalisieren müsse, dass Abtreibungen nur in Extremfällen vorgenommen würden und dass die medizinische Prüfung sehr streng ausfiele. Viele der Argumente für die Abtreibung hätten sich als nicht der Wahrheit entsprechend entpuppt. In Schottland würden durch Abtreibung jeden Tag so viele Kinder getötet, wie es einer Aula voller Schulkinder entspräche.
In einem Artikel im Sunday Telegraph vom 3. März 2012 nannte O’Brien Pläne zur Einführung der gleichgeschlechtlichen Ehe „Irrsinn“ und „einen grotesken Umsturz eines weltweit anerkannten Menschenrechts“.
Am 22. Februar 2013 wurde bekannt, dass O’Brien sich in einem Interview mit BBC Scotland positiv zu der Möglichkeit geäußert hatte, Priestern die Entscheidung für ein zölibatäres Leben freizustellen.

## Vorwürfe
Im Februar 2013 wurden Vorwürfe laut, O’Brien habe sich Anfang der 1980er Jahre gegenüber vier Seminaristen unangemessen verhalten. The Observer berichtete am 23. Februar 2013 von unangemessenen Annäherungsversuchen nach Abendgebeten und unangemessenem Körperkontakt; drei aktive und ein ehemaliger Priester hätten dem Apostolischen Nuntius in England, Antonio Mennini, in der Woche vor dem 11. Februar 2013 eine Beschwerdeschrift übergeben. O’Brien ließ die Vorwürfe zunächst über einen Sprecher zurückweisen. Anfang März gab O’Brien in einer schriftlichen Erklärung an, es habe Zeiten gegeben, „in denen mein sexuelles Verhalten unter den Standard gefallen ist, der von mir als Priester, Erzbischof und Kardinal erwartet wurde“. Er bat die ganze Kirche um Vergebung und bat all jene um Verzeihung, die er mit seinem Verhalten verletzt habe. Am öffentlichen Leben der katholischen Kirche von Schottland werde er nicht mehr teilnehmen. Im März 2015 akzeptierte Papst Franziskus seinen Verzicht auf alle Rechte und Pflichten als Kardinal.

## Mitgliedschaften
Keith Michael Patrick Kardinal O’Brien war Mitglied folgender Institutionen der römischen Kurie:
- Päpstlicher Rat für die Familie (seit 2009)[18]
- Päpstlicher Rat der Seelsorge für die Migranten und Menschen unterwegs
- Päpstlicher Rat für die sozialen Kommunikationsmittel